# Г'юґо (франшиза)
«Г'юґо» (дан. Skærmtrolden Hugo) — медіафраншиза, створена данською компанією Interactive Television Entertainment (пізніше — ITE Media) у 1990 році з метою інтерактивного телебачення для дітей. Вона заснований навколо вигаданого персонажа Г'юґо, доброзичливого, маленького скандинавського фольклорного троля, який вступає в конфлікт зі злою відьмою здебільшого для порятунку своєї родини. З моменту своєї прем'єри у 1990 році ігрове шоу «Г'юґо» транслювалося у понад 40 країнах світу, породивши десятки відеоігор для різних платформ, а також спеціалізовані журнали. Станом на 2012 рік комерційна частина франшизи складається здебільшого з мобільних ігор, які видає данська компанія Hugo Games (перейменована на 5th Planet Games у 2018 році).

## Сетинг
Дія розгортається у мультяшному сучасному фентезійному світі. Головний герой франшизи Г'юґо — троль, що живе в «Лісі тролів», розташованому десь у Скандинавії. Сім'я Г'юґо включає його кохану дружину Г'юґоліну та їхніх трьох дітей: Ріт, Рет і Рут. Їхній головний антагоніст — зла Сцилла, давня і жорстока відьма, яка століттями ненавидить тролів і Г'юґо, який завжди стоїть у неї на шляху. Сцилла часто викрадає сім'ю Г'юґо, бо потребує їхньої присутності, щоб відновити та зберегти власну молодість і красу через прокляття, і використовує свою магію і поплічників, а також різні пастки, щоб завадити Г'юґо врятувати свою сім'ю або зірвати інші її плани. Пізніше додані персонажі — це переважно нелюдські істоти та антропоморфні тварини, включаючи друзів Г'юґо (наприклад, тукан Фернандо та шимпанзе Жан-Поль на Острові Джунглів) та більше ворогів Г'юґо (зокрема, вірний, але тупий поплічник Сцилли Дон Кроко, який очолює армію людиноподібних крокодилів на Острові Джунглів, щоб захистити свою господиню та допомогти їй пригнобити кікуріанців, примітивне плем'я місцевих мешканців острова). Все це подається в гумористичній формі, за замовчуванням розрахованій на дітей віком від 4 до 14 років. За словами творця «Г'юґо» Івана Сольвасона, метою програми було навчити дітей захищати власну сім'ю за будь-яку ціну, в тому числі ризикувати життям, щоб врятувати її, якщо це необхідно.
Деякі пізніші відеоігри та інші адаптації відмовилися від звичного мотиву викрадення Г'юґоліни. У цих іграх відьма мстилася особисто Г'юґо або навіть намагалася раз і назавжди позбутися тролів, чинила інші лиходійства, наприклад, нападала на старого друга Г'юґо Санта-Клауса в різдвяних іграх, або шукала всемогутню силу, щоб захопити світ, а в деяких з них її взагалі не було як персонажки. У 2001 році бобер, другорядний ворожий персонаж, отримав власний спінофф під назвою «Смердючий і Тупотливий». У науково-фантастичному перезапуску 2005 року під назвою «Агент Г'юґо» Г'юґо став футуристичною пародією на Джеймса Бонда, співробітником шпигунської організації Р.И.З.И.К., яка бореться з високотехнологічними ворогами, такими як божевільні науковці та роботи.

### Персонажі
- Г'юґо — головний герой
- Г'юґоліна — дружина Г'юґо
- Ріт, Рет, Рут — діти Г'юґо й Г'юґоліни
- Фернандо — тукан, друг Г'юґо
- Жан-Поль — шимпанзе, друг Г'юґо
- Санта-Клаус — друг Г'юґо
- Сцилла — відьма, головна лиходійка
- Дон Кроко — крокодил, поплічник Сцилли

## Історія
Ідея інтерактивного ігрового телешоу виникла у 1987 році в Івана Солвасона, засновника спочатку дуже маленької студії відеоігор SilverRock Productions і колишнього головного редактора Oberoende Computer, який був творцем інтерактивної телепрограми OsWALD, створеної для Nordisk Film's TV2 Denmark у 1988 році, та Нільса Кроґа Мортенсена, аніматора. Невелика компанія Солвасона SilverRock Productions, яка пізніше була перейменована на Interactive Television Entertainment (ITE) ApS у 1992 році, розробила персонаж Г'юґо, а також спеціальну комп'ютерну систему, яка перетворювала телефонні сигнали DTMF на дистанційне керування персонажами гри та дозволяла взаємодіяти глядачам з телевізійною дією без затримок. Солвасон і Кроґ Мортенсен створили концепцію «Г'юґо-телетроля», а перша телепрограма про Г'юґо вийшла в ефір у вересні 1990 року. Починаючи з другого сезону, завданням гравця зазвичай було допомогти Г'юґо визволити його дружину і дітей з полону Сцилли. Г'юґо мав пройти одне з різних ігрових середовищ, перш ніж потрапити до одного з лігв Сцилли, уникаючи різних пасток та інших небезпек, збираючи золото по дорозі. Після завершення гри гравець отримував призову винагороду відповідно до отриманого ігрового балу, який базувався на результатах гри за основним сценарієм, але значною мірою залежав від того, наскільки добре Г'юґо впорався з останнім завданням, яке залежало виключно від удачі, — врятувати свою сім'ю, а також спеціальний бонус за захоплення Сцилли.
Г'юґо придумав Кроґ Мортенсен, коли їхав на велосипеді до своєї бабусі з Геллерупу до Ґладсакса навесні 1990 року. Спочатку персонажа Г'юґо планували назвати Макс, але продюсер Eleva2ren Джон Берґер наполіг на імені Г'юґо, змусивши ITE змінити ім'я та логотип приблизно за тиждень до прем'єри. Нова назва спричинила проблеми з торговельною маркою, оскільки вона вже була зареєстрована в більшості європейських країн компанією Hugo Boss, тоді як ITE A/S були першими в Данії та Португалії та потенційно могли зупинити Hugo Boss від запуску будь-якої продукції на цих ринках. Зрештою, обидві компанії уклали угоду про співіснування за допомогою штатного юриста ITE Ніни Віум. ITE також наполегливо боролася проти будь-яких спроб зловживання «добрим ім'ям і репутацією» Г'юґо, що призвело до понад 170 судових позовів проти данських виробників і рекламодавців.
Програми були ліцензовані для більш ніж 40 (43 станом на 2007) телевізійних шоу по всьому світу, пристосованих до окремих ринків. Багато з понад пів мільярда глядачів вважали, що програма є рідною для їхніх країн, оскільки Г'юґо розмовляв данською лише в Данії. До 1994 року шведський Datormagazin порівнював європейську популярність Г'юґо, з його відгалуженням у мерчандайзинг, з популярністю Черепашок-ніндзя. На німецькомовному каналі kabel eins також було спіноф-шоу під назвою «Фортеця Гексани» (Фортеця Сцилли). Більш розвинуте шоу «Г'юґо: Острів Джунглів» відбулася прем'єра в січні 1999 року. Деякі данські видання Г'юґо були випущені ексклюзивно для фан-клубу «Книжковий клуб Г'юґо», який був створений у співпраці з данським видавництвом Carlsen Verlag у 1999 році. У певний момент, приблизно у 2000 році, розглядалося питання про створення «велетенського» парку розваг Г'юґо.
Спочатку Нільс Кроґ Мортенсен робив всю графіку та анімацію, використовуючи Deluxe Paint на комп'ютері Amiga. Пізніше йому допомагав його брат, Ларс Кроґ Мортенсен. Пізніше до них приєдналися Торбен Б. Ларсен, Йонас Фромм, Клаус Фрізе, Андерс Морґенталер, Якоб Стеффенсен, Йонас Рааґаард, Стівен Мелдал Фоґед, Мартін Ціборовскі, Улла Ґрам Ларсен, та багато інших 2D та 3D художників; зрештою над розробкою «Г'юґо» для ITE працювало понад 100 осіб. Нільс Кроґ Мортенсен працював над Hugo з 1990 по 1998 рік. Протягом цього часу він зазвичай керував проєктами, а також створював розкадровки та малював графіку. Брати Кроґ Мортенсен та Якоб Стеффенсен залишили ITE у 1997 році і заснували власну компанію Krogh Mortensen Animation A/S (KMA). Пізніше KMA отримала контракт на анімацію ще кількох ігор серії «Г'юґо».
У 2002 році Солвасон продав ITE венчурній компанії Olicom A/S; Olicom тоді інвестувала в компанію 22 мільйони доларів, скоротила штат ITE на третину до 60 працівників і спробувала розширити свою діяльність на ринки США, Великої Британії та Азії. Olicom, своєю чергою, продала ITE у 2006 році, де на той час працювало лише 35 працівників, компанії NDS Group, де вона стала NDS Denmark.
Авторські права на «Г'юґо» придбав данський видавець ігор Krea Medie A/S, що входить до складу медіакомпанії Kraemedie. Новий власник «Г'юґо» Ґенрік Кьолле заявив у жовтні 2012 року, що Hugo Games A/S «щасливий, що традиційні країни, де „Г'юґо“ виходив в ефір у 90-х роках, досі люблять „Г'юґо“ і, здається, не можуть насититися ним. [...] Angry Birds показали нам шлях сюди, тому зараз ми наполегливо працюємо, серед іншого, над кінопроєктом, захопливими ліцензійними угодами для іграшок і, нарешті, сподіваємося випустити ще одну гру про Г'юґо до літа 2013 року.» 28 листопада 2012 року Krea Medie була придбана Egmont Group, але Hugo Games і права на Г'юґо не були частиною угоди про продаж з Egmont. Про можливе нове живе шоу «Г'юґо» натякнули в липні 2014 року. Hugo Games належить і управляється Генрі Маллет, і була оцінена в 56 мільйонів датських крон і приносить щорічний дохід близько 10 мільйонів датських крон, за оцінками у вересні 2014 року, коли компанія була внесена до списку для інвестицій як HUGO NewHold ApS.